# Országos Tudományos Diákköri Konferencia
Az Országos Tudományos Diákköri Konferencia, rövidítve OTDK az ország legnagyobb tudományos rendezvénye, amely kétévente kerül megrendezésre. Szervezője az Országos Tudományos Diákköri Tanács. A rendezvénysorozat több mint hét évtizedes múltra tekint vissza, és kiemelt státuszát a felsőoktatási tehetséggondozásban a nemzeti felsőoktatásról szóló 2011. évi CCIV. törvény rögzíti.

## Résztvevők
Az OTDK-n azok a felsőoktatásban hallgató diákok vehetnek részt, akik erre az intézményük kari Tudományos Diákköri Konferenciáján jogosultságot szereztek.